# Micreumenes basilewskyi
Micreumenes basilewskyi är en stekelart som beskrevs av Giordani Soika 1955. Micreumenes basilewskyi ingår i släktet Micreumenes och familjen Eumenidae. Inga underarter finns listade i Catalogue of Life.